# Pseudomimetis picta
Pseudomimetis picta är en fjärilsart som beskrevs av W. Warren 1901. Pseudomimetis picta ingår i släktet Pseudomimetis och familjen mätare. Inga underarter finns listade.